# Annuarium Historiae Conciliorum
Das Annuarium Historiae Conciliorum (AHC) – Internationale Zeitschrift für Konziliengeschichtsforschung [ab 2020 als Annales Historiae Conciliorum] ist eine peer-reviewed-Fachzeitschrift, die sich der Erforschung der Ökumenischen und partikulären Konzilien von den Anfängen der Kirche bis in die Gegenwart widmet. Sie erscheint in jährlich zwei Heften mit insgesamt 480 Seiten. Neben den Artikeln und Beiträgen veröffentlicht das AHC Rezensionen und eine Bibliographie, die derzeit von Ansgar Frenken (Ulm) zusammengestellt wird.
Das AHC wurde von einer überkonfessionellen Gruppe von Wissenschaftlern unter der Leitung von Walter Brandmüller begründet; für den ersten Jahrgang (1969) zeichnete neben Brandmüller Remigius Bäumer als Herausgeber verantwortlich. Hubert Jedin und Stephan Kuttner gehörten bis zu ihrem Tod dem wissenschaftlichen Beirat an. Von 1971 bis 2019 erschien die Zeitschrift im Verlag Ferdinand Schöningh. Seit 2020 wird sie unter dem Namen Annales Historiae Conciliorum vom Aschendorff Verlag weitergeführt. Die Artikel werden in englischer, italienischer, französischer und spanischer Sprache veröffentlicht. Nach dem Ausscheiden von Walter Brandmüller sind Johannes Grohe und Thomas Prügl die Herausgeber des AHC. Der wissenschaftliche Beirat setzt sich derzeit zusammen aus Peter Bruns (Bamberg), Evangelos Chrysos (Athen), Thomas Prügl (Wien), Brian Tierney (Ithaca-N.Y.), Boris Ulianich (Neapel) und Peter Wirth (München).